# Hullo
Hullo är en by (estniska: küla) på Ormsö i västra Estland. Den är centralort i Ormsö kommun i landskapet Läänemaa och ligger 100 km sydväst huvudstaden Tallinn. Antalet invånare är 99.
Hullo ligger 8 meter över havet. Hullo ligger på södra Ormsö ovanför Hullovikens strand. Åt väster ligger insjön Prästvike och bortom den byn Magnushov. Norrut ligger byn Borrby, österut färjeläget Sviby och söderut byn Rumpo och udden Rumpnäset.
Bosättningen uppstod på 1200-talet och under största delen av tiden beboddes Hullo av estlandssvenskar. Det estlandssvenska uttalet av byns man är holo. Byn finns omnämnd som Hully i en källa från 1540. Under andra världskriget evakuerades nästan hela befolkningen på Ormsö, inklusive Hullo, till Sverige. Under kalla kriget besatte Röda armén ön.
I Hullo finns kommunförvaltning, skola, postkontor och bibliotek. I Hullo finns även Ormsö kyrka, uppförd i kalksten på 1500-talet i gotisk stil. Kyrkan förföll under tiden ön tillhörde Sovjetunionen, men är sedan 1990-talet renoverad. Utanför kyrkan ligger en säregen kyrkogård med flera kalk- och sandstenskors. Det finns även en ruin efter en rysk-ortodox kyrka från 1896 i Hullo. 
Årsmedeltemperaturen i trakten är 5 °C. Den varmaste månaden är augusti, då medeltemperaturen är 18 °C, och den kallaste är januari, med −6 °C.

## Galleri

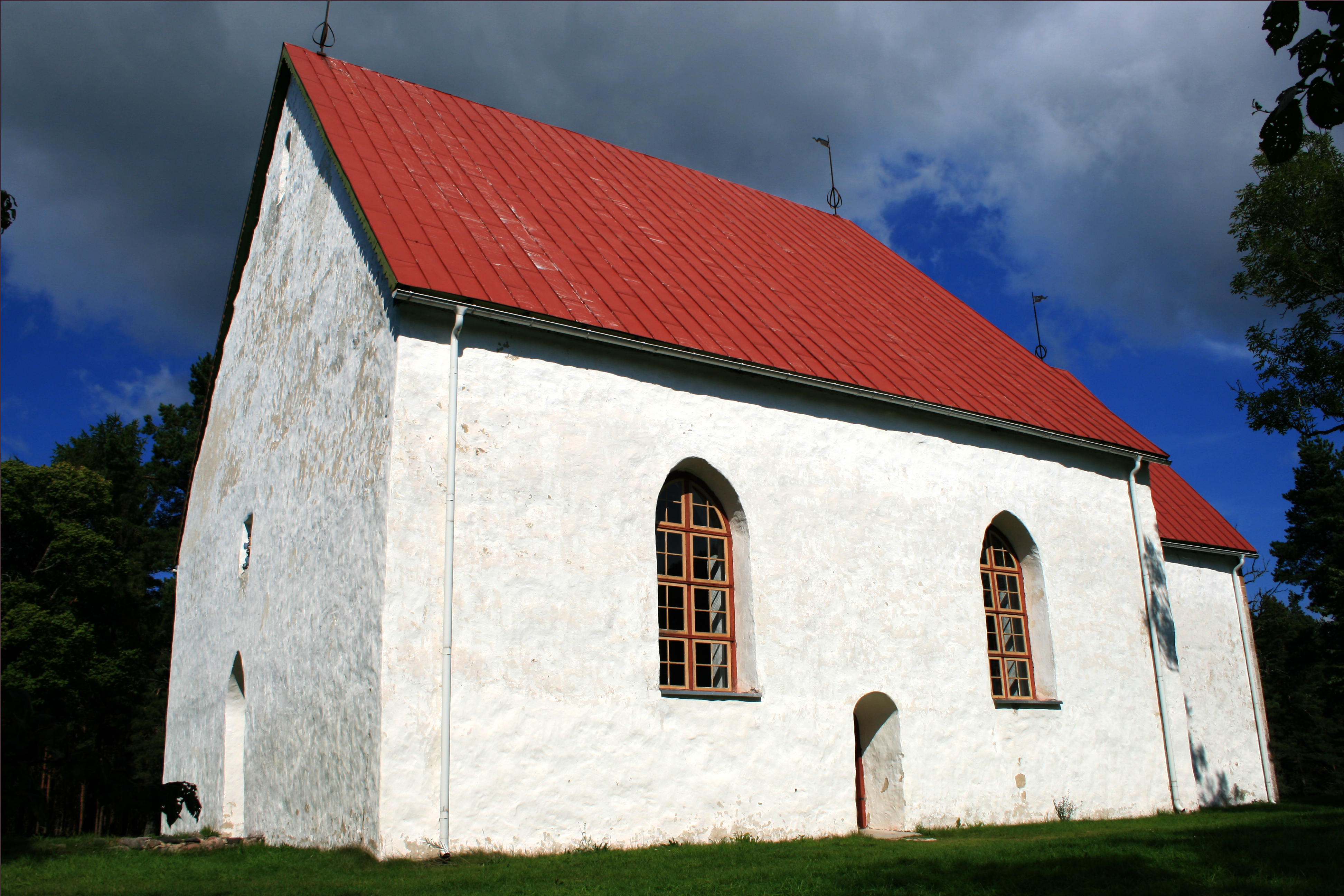
Olof den heliges kyrka
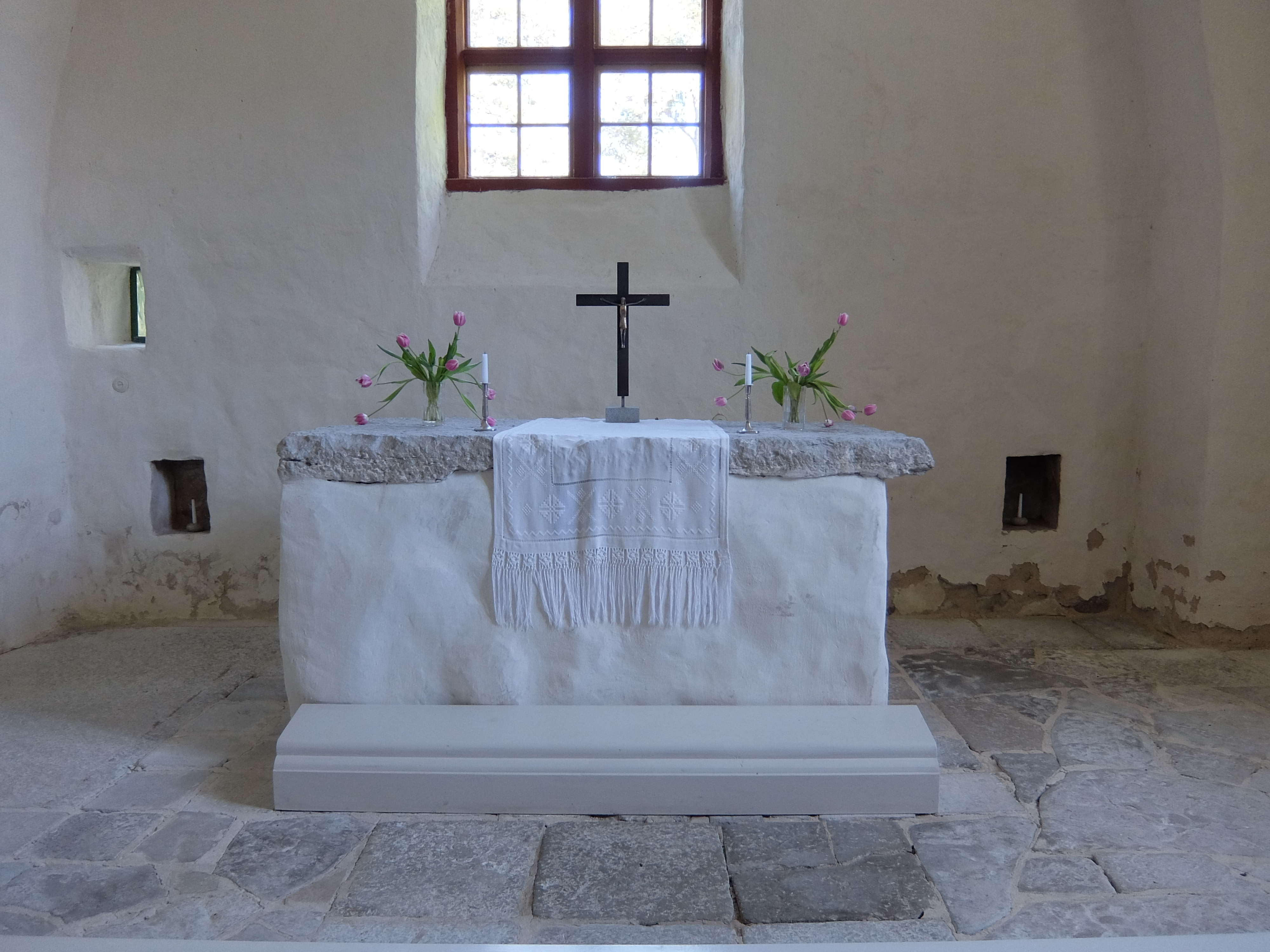
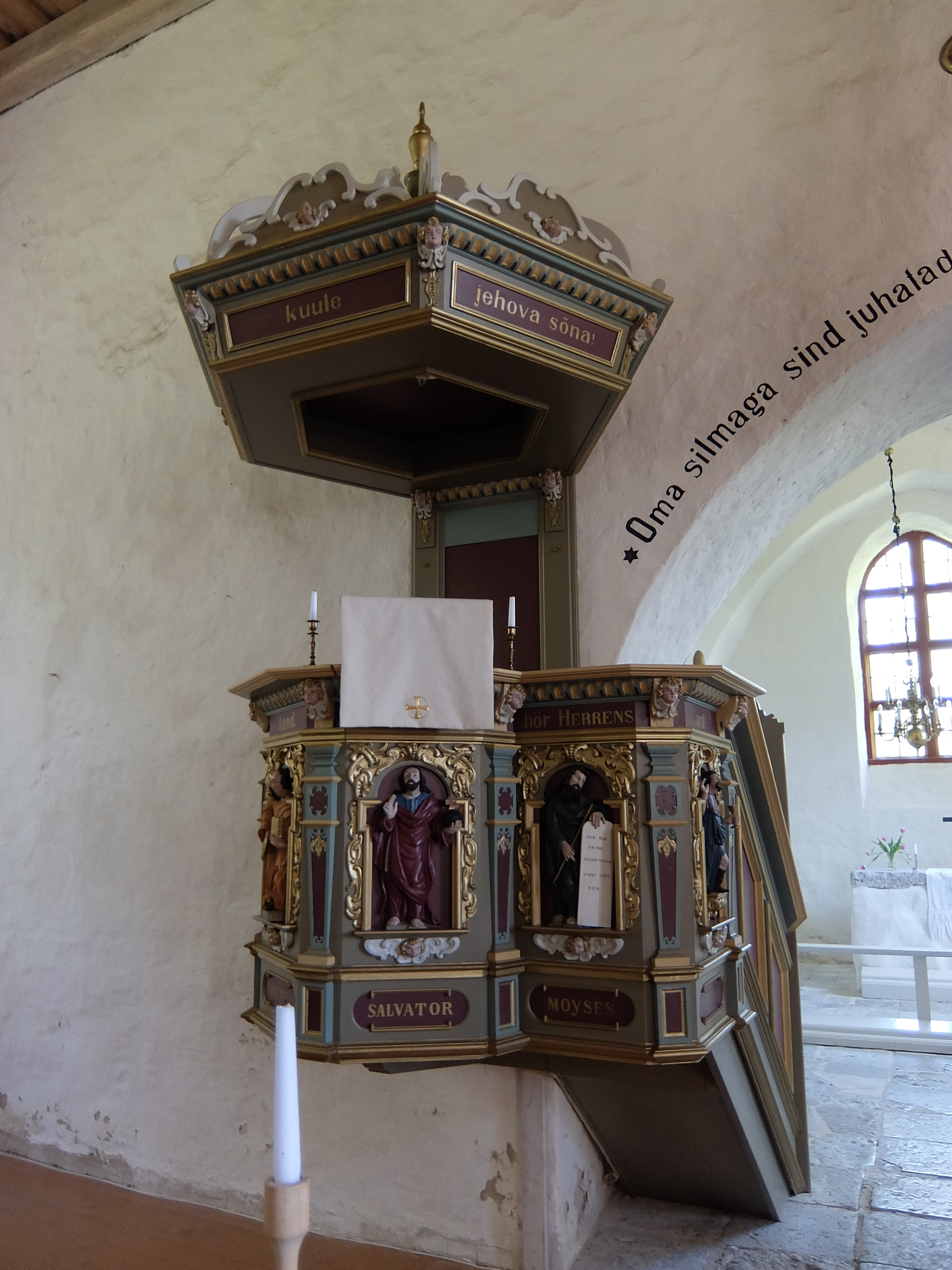
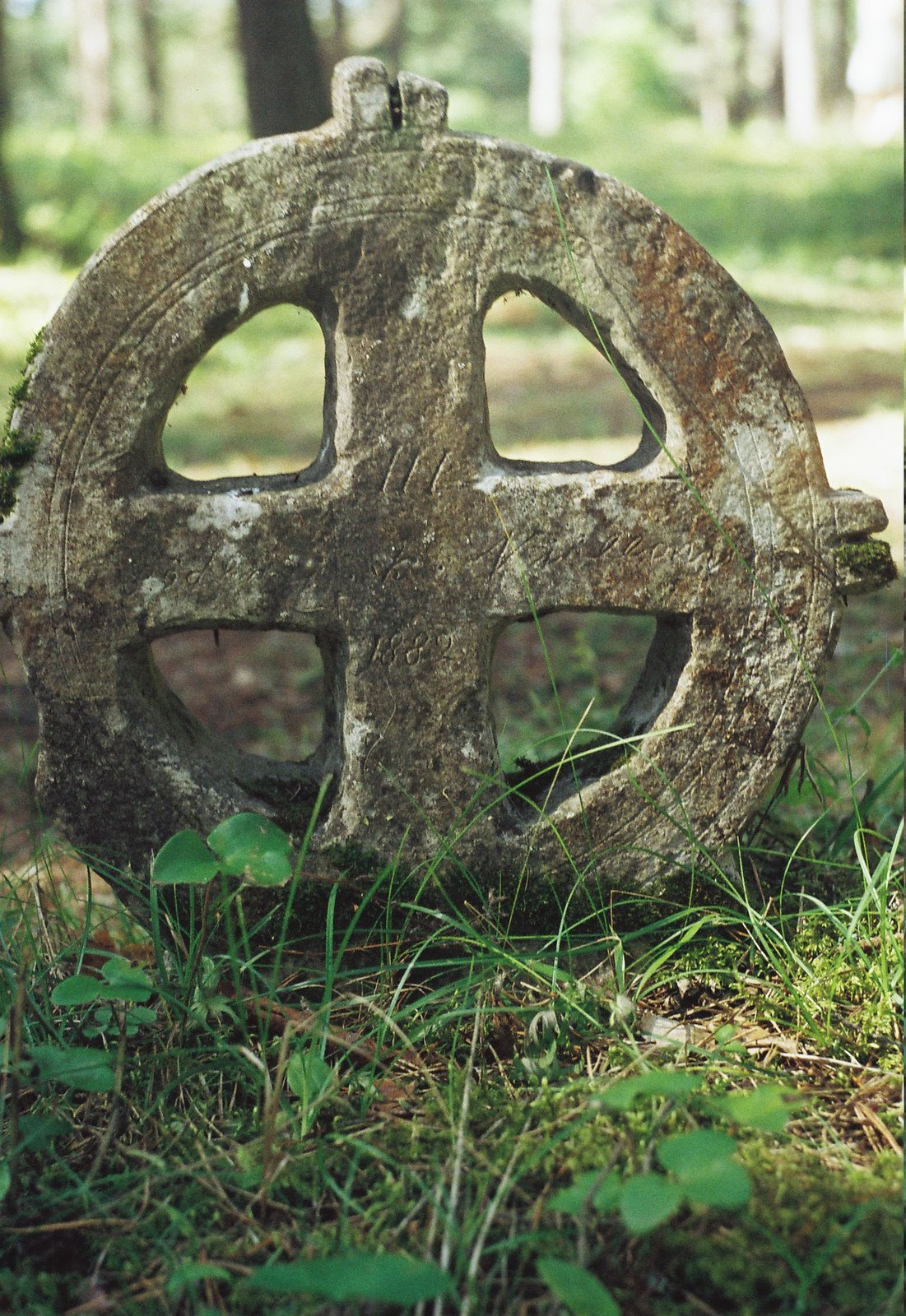
Kyrkogården
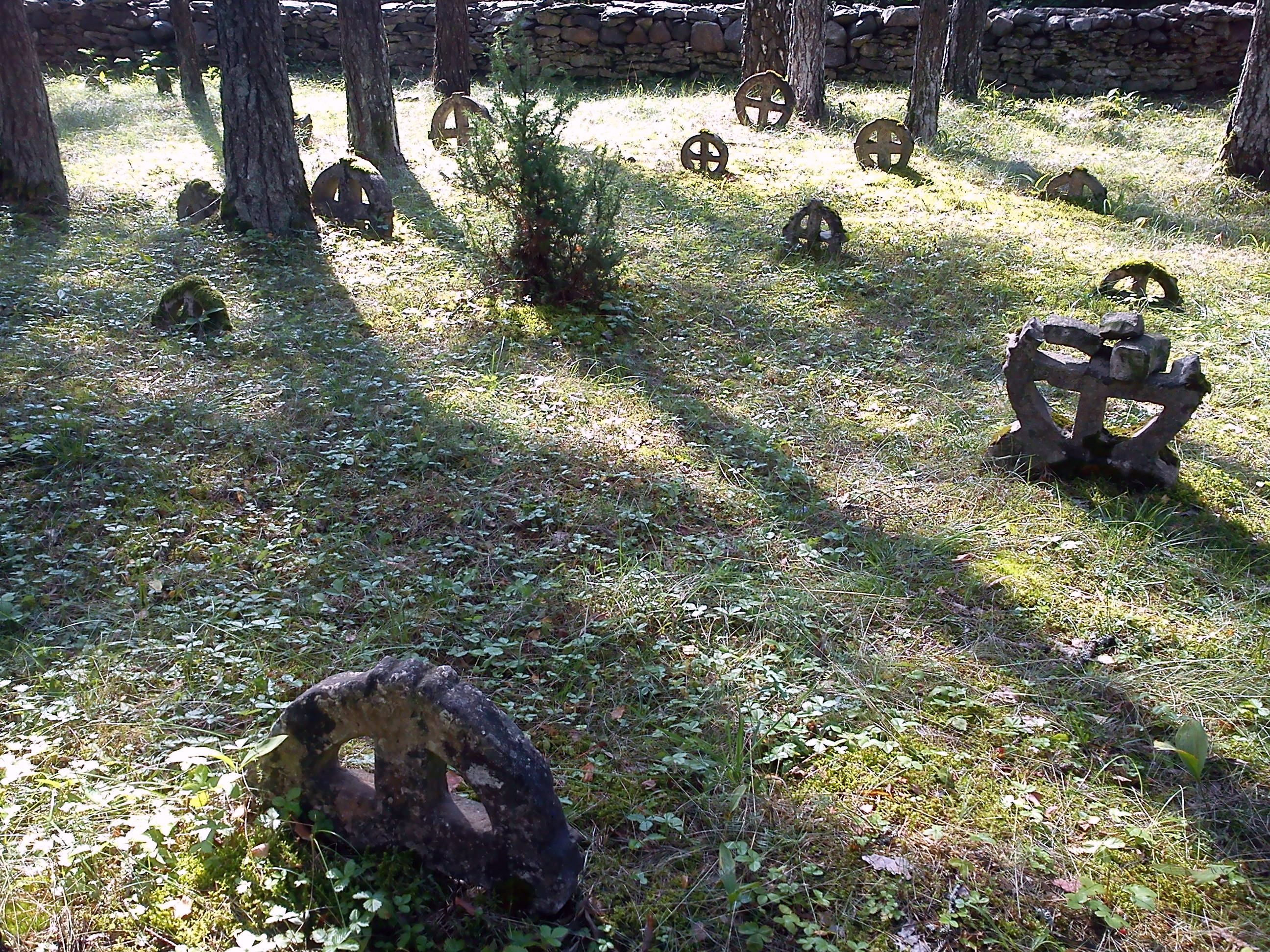
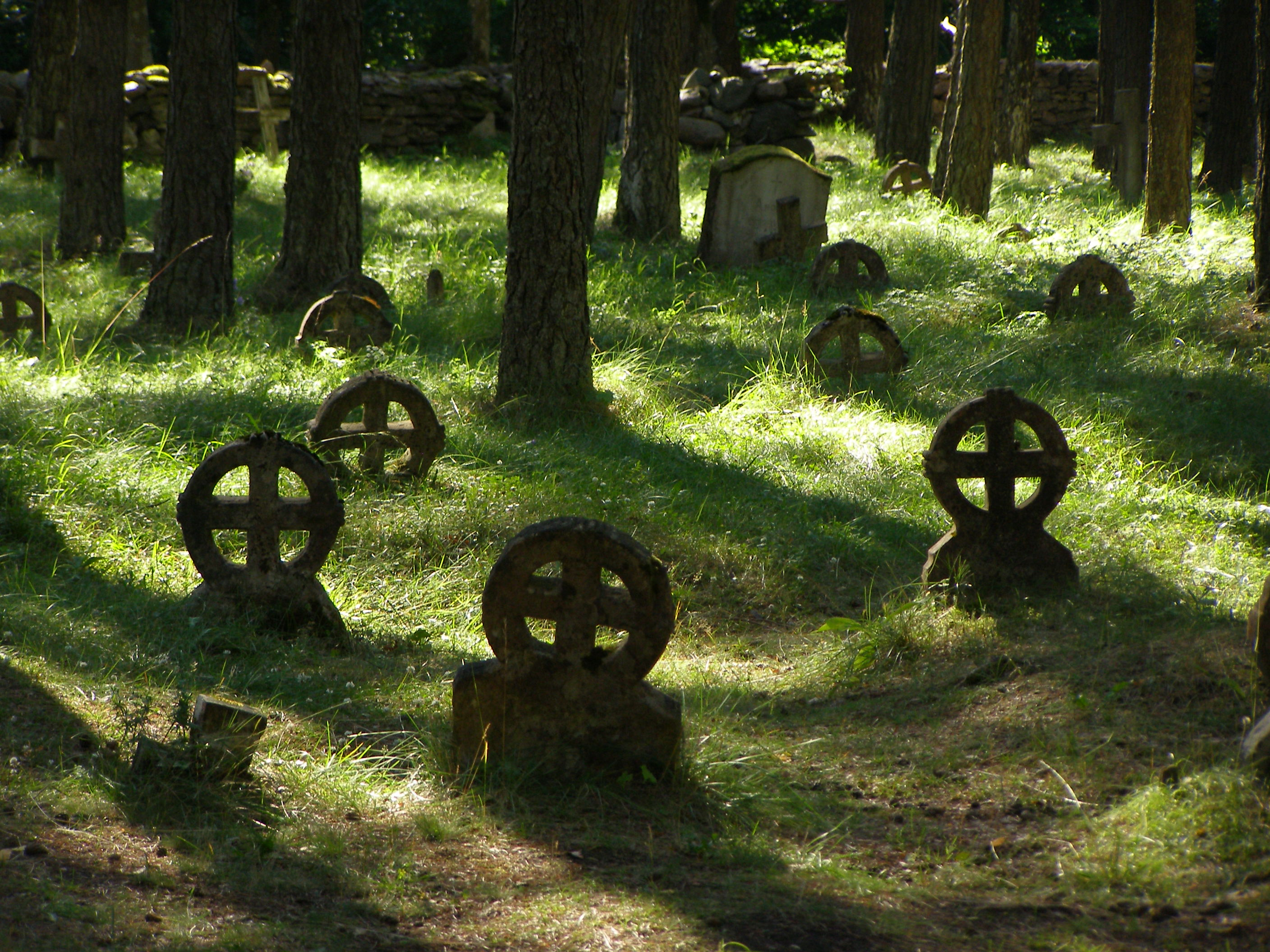
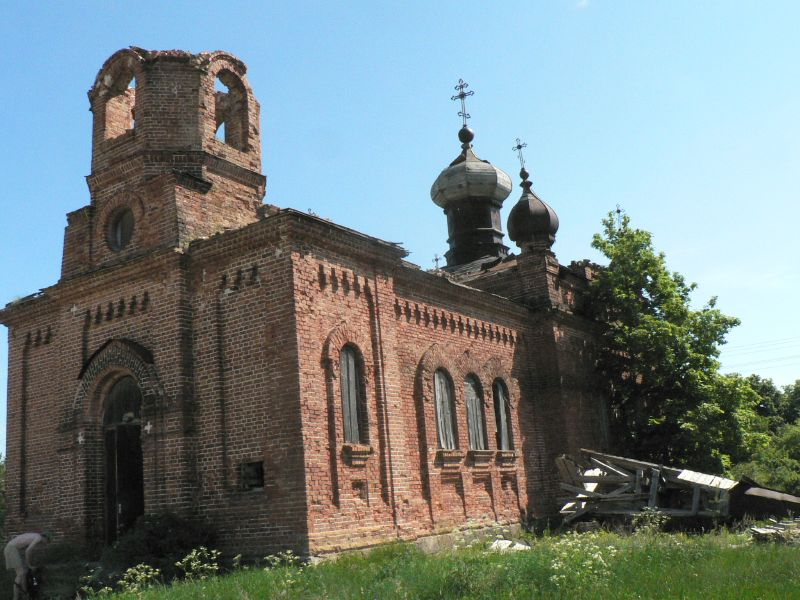
Rysk-ortodoxa kyrkan
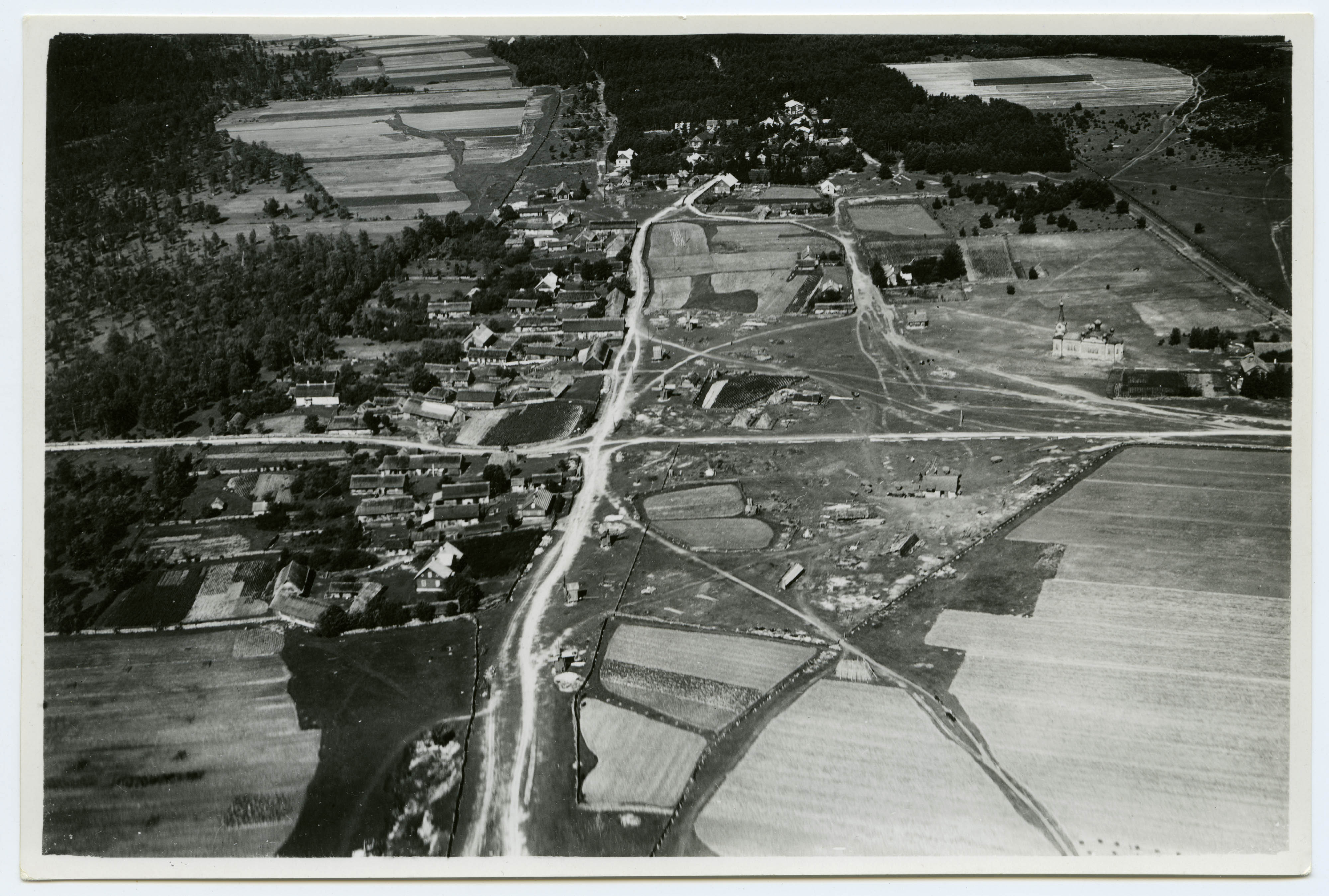
Flygfoto av Hullo 1934 där rysk-ortodox kyrkan syns